# 근대철학
근대 철학(近代哲學)은 17세기에 서유럽에서 시작한 철학을 말하며, 현재는 온 세계로 펴져 나갔다. 근대 철학은 특정 학파를 지칭하거나 특별한 독트린은 없었지만, (그렇다고 모더니즘과는 혼동해서는 안 된다), 초기 철학과는 뚜렷이 구별할 수 있는 많은 공통적인 특정한 많은 가정을 가지고 있다.

## 서양 근대 철학의 역사
17세기와 18세기의 인식론, 형이상학의 주요 인물은 크게 두 그룹으로 나뉜다. "합리론자"는, 대부분 프랑스와 독일에서, 모든 지식은 어떤 선천적 관념으로부터 시작한다고 주장하였다. 주요한 관념론자는 데카르트, 스피노자, 라이프니츠, 말브랑슈이다. 반면에 "경험론자"는 지식은 감각적 경험에서 시작한다고 주장하였다. 로크, 버클리, 흄이 이러한 생각을 가진 주요한 인물이다. (이는 칸트에 그 원인이 있는 회귀적인 분류이다.) 이들 철학자가 모두 윤리학에 종사하였음에도 윤리학과 정치 철학은 이러한 분류에 포괄되지 않는다. 정치 철학에서 중요한 다른 인물은 홉스, 루소가 있다.
18세기 후반 이마누엘 칸트는 합리론과 경험론을 통합하여야 한다고 주장한 혁신적인 철학 체계를 제시하였다. 칸트가 옳았던 그렇지 않았던, 이러한 철학적 논쟁을 완전히 종식식키는 데에 성공하지는 못하였다. 대신 칸트는 독일 관념론에서 시작한, 19세기 초기 독일에서의 폭풍과도 같은 철학적 작업을 촉발시켰다. 관념론의 특징적인 주제는 세계와 의식은 같은 범주에 따라 이해되어야 한다는 것이다. 이는 "실제적인 것이 합리적인 것이요, 합리적인 것이 실제적인 것이다"라고 말한, 헤겔의 저작에서 종결되었다.
헤겔의 작업은 그의 추종자와 비판자들에 의해 다양한 방향으로 응용되었다. 카를 마르크스는 베를린에서 지배적이었던 해겔의 역사 철학와 경험적 윤리학을 유물론적인 형태로 전용하였다. 반면 키르케고르는 모든 체계적 철학을 삶과 의미에는 부적당한 지침이라고 치부하였다. 키르케고르에게 삶이란 해결되어야 하는 신비가 아니라 살아지는 것을 의미하였다. 때문에 합리적이고 변증법적 종합이 아닌 신 앞에서의 실존적 결단을 중시하였다. 쇼펜하우어는 세계는 오직 헛되고 무한한 이미지와 욕망의 상호 작용이라는 결론을 위하여 관념론을 취하고, 무신론과 비관주의를 옹호하였다. 쇼펜하우어의 사상은 "신은 죽었다" 선언하고 모든 체계적인 철학과 개인을 초월한 고정된 진리를 향한 노력을 부정하기 위해 세계에 대한 여러 비관에 접근한 니체에게 취해져 변용되었다. 니체는 이 안에서 비관주의나 허무주의를 위한 근거가 아니라 새로운 종류의 자유의 가능성을 발견하였다.
19세기 영국 철학은 신헤겔주의 사상의 조류들에 의해 지배되고 있었고, 이에 대한 반발로, 러셀, 무어와 같은 인물들이 독일의 수학자 프레게가 개발한 논리의 새로운 발전을 수용하기 위하여 전통적인 경험론을 갱신한 분석 철학의 방향으로 움직이기 시작하였다.

### 합리론
근대 철학은 전통적으로 르네 데카르트와 그의 선언 "나는 생각한다. 그러므로 나는 존재한다."에서 시작한다. 17세기 초기 철학의 대부분은 신학자에 의해 쓰여지고 플라톤, 아리스토텔레스, 초기 교회 저작을 이용한 스콜라주의에 의해 지배되고 있었다. 데카르트는 다수의 주요한 스콜라주의의 형이상학적 교리는 의미가 없거나 잘못되었다고 주장하고, 무(無)로부터 철학을 시작할 것을 제안하였다. 가장 중요한 저작인 《제1철학에 관한 성찰》에서 데카르트는 이를 실천하려고 하였다. 그는 지신의 확실히 어떤 것을 아는지 결정하기 위하여 가능한 모든 믿음을 보류하였다. 데카르트는 물리적 객체의 실제, 신, 기억, 역사, 과학, 수학 등 거의 모든 것을 의심할 수 있으나 자신이 의심을 하고 있다는 것을 의심할 수 없다는 것을 알아냈다. 이 근거로부터 데카르트는 자신의 지식을 다시 구축하였다. 그가 가지고 있는 몇몇 관념은 그 자신으로부터 홀로 연유할 수 없고 오직 신으로부터만 연유할 수 있다는 것을 깨달음으로써 신이 존재함을 증명하였다. 신은 그가 모든 것에 대하여  체계적으로 기만당하는 것을 허락하지 않는다는 것을 입증하였다.

#### 합리론 철학자
- 르네 데카르트
- 바뤼흐 스피노자
- 고트프리트 라이프니츠

### 경험론
경험론은 합리론, 관념론, 유사주의와 같은 지식에 대한 다른 이론을 반대하는 인식론의 일종이다. 지식은 순수한 사유로부터 유래한다고 주장하는 합리론에 맞서 경험론은 지식은 감각적 경험에서 유래한다고 주장한다. 유사주의가 사회적 인식론이 반면 경험론과 합리론은 개인주의적 인식론이다. 유사주의는 경험의 역할을 인정하지만 경험이 형성되는 역사적 문화적 환경을 고려하지 않고는 감각적 데이터는 이해될 수 없다고 가정하는 점에서 경험론과 다르다. 다른 인식론이 경쟁적인 견해로 고려되어야 하기 때문에 경험론은 경험적 연구와 혼합되어서는 안된다.

#### 경험론 철학자
- 존 로크
- 조지 버클리
- 데이비드 흄

### 정치 철학
정치 철학은 정치, 자유, 정의, 재산, 권리, 법, 권위에 의한 법 조항의 강제력과 같은 주제에 관한 연구이다. 정치 등은 필요한가, 왜 필요한가, 무엇이 정부를 타당하게 만드는가, 어떤 권리나 자유를 정부가 보호하여야 하는가, 왜 그래야 하는가, 정부는 어떤 형태를 취해야 하는가, 왜 그래야 하는가, 법은 무엇인가, 어떤 의무를 시민이 타당한 정부에 대해서 부담하는가, 정부는 언제 타당하게 타도되는가 등을 연구한다.

#### 정치 철학자
- 토머스 홉스
- 존 로크
- 몽테뉴
- 장자크 루소
- 카를 마르크스
- 프리드리히 엥겔스
- 존 스튜어트 밀
- 제러미 벤담
- 제임스 밀

### 관념론
관념론은 실제 또는 우리가 알 수 있는 실제는 마음이나 비물질의 구축이라고 주장하는 철학의 집단이다. 인식론적으로는 관념론은 마음에서 독립된 것을 아는 가능성에 대해서는 회의주의적으로 나타나다. 사회학적인 의미에서 관념론은 인간의 관념, 특히 믿음이나 가치가 사회를 어떻게 형성하는지를 강조한다. 존재론적의 신조로서 관념론은 더 나아가 모든 것 마음이나 정신으로 구성된다고 주장한다. 그러므로 관념론은 물리주의나 실제이원론을 거부한다. 관념론의 가장 극단적인 형태는 유아론이라는 철학적 개념으로 존재할 수 있다.

#### 관념론 철학자
- 이마누엘 칸트
- 요한 고틀리프 피히테
- 프리드리히 빌헬름 요제프 셸링
- 게오르크 빌헬름 프리드리히 헤겔
- 아르투르 쇼펜하우어
- 프랜시스 허버트 브래들리

### 실존주의
실존주의는 일반적으로 철학적 사유의 시작점은 개인과 개인의 경험이어야 한다고 주장한 철학, 문화 운동으로 여겨진다. 이를 기반으로 하여, 실존주의자는 도덕적 사유와 과학적 사유는 인간의 실존을 이해하기에 충분하기 않으므로, 본질(authenticity)의 규범으로 지배되는, 범주(category)의 더 나아간 집합이 필요하다고 주장하였다.

#### 실존주의 철학자
- 쇠렌 키르케고르
- 프리드리히 니체
- 장폴 사르트르
- 시몬 드 보부아르
- 카를 야스퍼스
- 가브리엘 마르셀
- 마르틴 하이데거

### 현상학
현상학은 경험의 구조에 관한 학문이다. 에드문트 후설에 의하여 20세기 초에 주창되고 괴팅겐 대학교과 뮌헨 대학교에서 후설의 추종자 그룹에 의하여 확장된 철학 운동이다. 현상학은 종종 후설의 초기 작업에서 멀리 떨어진 맥락에서 프랑스, 미국 등으로 전파되었다.

#### 현상학 철학자
- 에드문트 후설
- 마르틴 하이데거
- 모리스 메를로퐁티
- 막스 셸러

### 실용주의
실용주의 또는 프래그머티즘은 실천과 이론을 연결시키는 것에 중점을 두는 철학적 전통이다. 실용주의자 사이에는 철학은 근대 과학의 방법론을 고려해야 한다는 일반적인 합의가 존재한다.

#### 실용주의 철학자
- 찰스 샌더스 퍼스
- 윌리엄 제임스
- 존 듀이

### 분석 철학
분석 철학은 영어권 국가를 지배하였다. 미국, 영국, 캐나다, 스칸디나비아, 오스트레일리아, 뉴질랜드에서 대학 철학 학부의 압도적 대다수는 "분석 철학" 학부로 간주된다. 이 용어는 일반적으로 명료성과 (근대적 형식 논리와 언어 분석으로 성취되는) 논증, 자연 과학에 대한 존중에 대한 강조로 특징되는 광범위한 철학적 전통을 말한다.

#### 분석 철학자
- 루돌프 카르나프
- 고틀로프 프레게
- G. E. 무어
- 버트런드 러셀
- 모리츠 슐리크
- 루트비히 비트겐슈타인